# となりのチカラ
『となりのチカラ』は、テレビ朝日系「木曜ドラマ」枠で、2022年1月20日から3月31日まで放送されたテレビドラマ。脚本・演出は遊川和彦。主演は同局の連続ドラマ初主演となった松本潤。
主人公の「何をしても半人前」な男は、困っている様子の人を見ると気になってしかたなく、毎回「おせっかい」を焼く。紆余曲折がありながらもマンションの住民らは徐々に互いに繋がりを強くし、ひとつのコミュニティーを築いていく。

## あらすじ
東京都小金井市に建つマンション「サニーパークハイム小金井」に中越一家が引っ越してきた。一家は、中越チカラ、妻の灯、娘の愛理、息子の高太郎の4人。
中越チカラは、小説家になりたいが、ゴーストライターの仕事をしている。困っている人を見るとほっておけず、中腰になりながらしばらく悩むが、結局見て見ぬふりができず声をかけ、他人の問題に関わっていく。
そんなチカラの働きかけから、マンションでは人と人の繋がりが生まれ、コミュニティが形成されていく。

## キャスト

### サニーパークハイム小金井

#### 403号室
中越チカラ（なかごし ちから）〈38〉
演 - 松本潤
主人公。お人良しで小さなことに中腰になりながら悩んでしまう性格。作家になりたいが、ゴーストライターをしていて、自分の小説はまだ出版していない。日中はカフェ「Mukaino Cafe」でゴーストライターの執筆をしている。自分のことより、他人のことを気にしてしまい、他人の些細なことが気になり、普通の人では気付けないところに気づきおせっかいをしてしまうことも。両親を亡くしている。
中越灯（なかごし あかり）〈38〉
演 - 上戸彩
チカラの妻。チカラとは大学時代の同級生の間柄。アパレルショップで店長を務めている。仕事でも使っているかららしいが、叱るときは英語が混ざっている。1983年10月14日生まれ。チカラが言いにくいことを代弁できる存在。曰く「チカラくんをけなしていいのはわたしだけ」。
ある日、実家に帰ると言い残して突然家出する。
中越愛理（なかごし あいり）〈12〉
演 - 鎌田英怜奈（幼少期：泉谷星奈）
チカラの娘。大人びた発言が多く、将来なりたいものはないらしい。学校に友人はいない模様。ひねくれた物言いをするため、灯とは衝突しがち。「数字は裏切らない」とイチイチ数で表現する。
託也に好意を抱く。
中越高太郎（なかごし こうたろう）〈10〉
演 - 大平洋介（幼少期：竹見空）
チカラの息子。無邪気で単純。学校の成績は良くなく、灯の心配のタネ。手旗信号ができる。
エッチな言葉に興味があったが、好美に片想いすると急に侍言葉になる。

#### 402号室
木次学（きつぎ まなぶ）
演 - 小澤征悦
中越一家の隣の部屋に住むエリート会社員。妻と娘がいる。優秀な兄弟と比較されて育ち、両親からは劣等生扱いされてきた。
職場でのストレスを達代と好美に対して虐待という形で発散している。虐待がチカラや他の住人にバレてからは、チカラとは一切関わらないことを貫いていた。
耐えかねた達代と好美に家出される。
木次達代（きつぎ たつよ）
演 - 映美くらら
学の妻。
好美同様、夫の学から虐待を受けており、左耳の鼓膜を破られている。虐待に耐えかねて好美と心中しようとするが、灯や星に止められて思いとどまる。その後は学から逃げるようにチカラや他の住人の部屋に匿われていた。チカラに説得されても、なお反省した素振りを見せない学を見かねて、彼に「その汚い手をとっとと放せクソ野郎」と一喝してから好美を連れて「サニーパークハイム小金井」を去る。
家出をした後は、灯の紹介で彼女の務めるアパレルショップで働いている。
木次好美（きつぎ よしみ）
演 - 古川凛（幼少期：加藤緋乃）
学と達代の娘。愛理・高太郎と同じ小学校に通う3年生。
学からの虐待に苦しんでおり、他のマンションの住人に対して内向的に接していたが、チカラから困ったことがあったら手旗信号でサインを送るようにと言われ、心を開き始める。達代と共に「サニーパークハイム小金井」を去る。

#### 503号室
柏木清江（かしわぎ きよえ）
演 - 風吹ジュン
中越ー家の真上の部屋に住む女性。元小学校教師。両親を震災で亡くした託也を1人で育ててきた。
2年前から認知症を患っており、託也に迷惑をかけまいと身投げしようとしていたところをチカラに止められる。その後は、認知症の症状の進行を抑えるために毎日決まった時間にピアノを演奏している。
中越家が「サニーパークハイム小金井」に引っ越して来てから2ヶ月が経った頃には症状が著しく進行しており、チカラと託也のことも分からなくなっている。自身の症状に自覚はあるようで、自ら決意し介護施設に入居する。
柏木託也（かしわぎ たくや）
演 - 長尾謙杜（なにわ男子）（幼少期：小林郁大）
高校3年生。小学生の頃に両親を東日本大震災の津波で亡くして以来、祖母の清江と暮らしている。教師になるのが夢。
認知症の症状が出始めていた清江を疎ましく思いながらも彼女の介護をするために大学の受験を諦めようとしていたが、チカラに励まされた次の日、「どんなことがあっても力を合わせて頑張ろう」と誓う。その後諦めかけていた入試(束京大学)を受け、無事に合格。

#### 404号室
道尾頼子（みちお よりこ）
演 - 松嶋菜々子
404号室の住人。息子を亡くした後に夫とはすぐに離婚、娘の美園が結婚する時に揉めて家族の縁を切り、一人で暮らしている。占いにハマっており、日々、その日のラッキーカラーを身にまとっている。住人を自室に呼び出して占ったり開運グッズを売りつけたりしているため、迷惑がられている。
美園を家族とは思っていないと言いながらも彼女のことを気遣っており、美園が出産する時にそばにいてあげられなかったことを悪く思っていた。それ故に他人から娘について聞かれるたびに辛い気持ちを抱えていた。自殺した息子の墓参りの際に偶然美園と再会し、気まずくなってしまう。しかし、チカラの話を聞いて彼女と和解する。
子育てに関して美園と対立していたが、チカラを見習って美園の話を聞き、一切口出しはしないと誓い、和解。
美園（みその）
演 - 成海璃子（第4話 - ）
頼子の娘。結婚するときに頼子と揉めて縁を切り、息子の啓介には祖母は死んだと言い聞かせている。
進学先や就職先を全て一人で決め、出産するときにそばにいてくれなかった頼子を憎みながらも実際は頼子のことを思いやっていた。弟の洋平の墓参り中に偶然頼子と再会。自分と頼子がお互いに思いやっていたことを知り、和解。母について嘘をついていたことを啓介に告白し、頼子と啓介を対面させる。
古いアパートに住んでいたが、頼子と和解した後は啓介を連れて「サニーパークハイム小金井」へ引っ越し、頼子と共に生活する。
啓介の子育てに関して口出しをする頼子と対立し家出していたが、頼子がこれからは一切、自分の意見を押し付けずに干渉しないと誓ったために和解。
啓介（けいすけ）〈5〉
演 - 森優理斗（第4話 - ）
美園の息子。

#### その他の住人
マリア
演 - ソニン
303号室の住人。ベトナム人。外国人技能実習生として来日し、介護職に就いていたものの、妊娠を理由に解雇され、エステ店を友人と共に営んでいた。
妊娠を中絶して働こうとしていたが、人工妊娠中絶同意書には父親のサインが必要であることを知り、まともに取り合ってくれない芝田の代わりにサインをするようチカラに迫る。しかし、チカラの説得と灯の支援により、子育てをしながらでも働ける会社で働こうと決意する。
ベトナムへ帰ろうとしていたが、上条にプロポーズされ結婚し、お腹の中の子どもも無事に出産。
上条知樹（かみじょう ともき）
演 - 清水尋也（幼少期：不明、少年期：大田滉翔）
601号室の住人。幼少期に代理ミュンヒハウゼン症候群を患っていた母親から虐待を受け続けていたことが原因で、自分の感情をうまく表現することができなくなっていた。それが原因で学生時代にはいじめのターゲットにされており、反撃した弾みでいじめっ子の一人を事故死させてしまったため、少年院に入っていた。10年前の幼児連続殺人事件の犯人「少年A」であるという噂が立っている。デリバリーのアルバイトをしながら就職活動をしている。
「少年A」に関する噂が拡散された直後に、チカラに前科について聞かれ、詳しい罪状については言わなかったものの過去に少年院に入っていたことは認めた。それを知った星がマンションの住人に噂を広めたために、星が会社に噂を電話で話したことで就職先をクビになる。疑いが晴れた後も、迷惑をかけたからとマンションを出て行こうとするが、チカラたちに励まされ、引き続きマンションで生活する。
マリアにプロポーズし結婚。彼女の出産にも立ち会う。告白を受け入れてもらえた時やマリアが出産した時には笑顔も見せている。
小日向
演 - 藤本隆宏（第7話 - ）
603号室の住人。トラブルメーカー。
「サニーパークハイム小金井」に引っ越す当日に妻を心筋梗塞で亡くし、その悲しみから住人の気を引こうとして放火や自殺行為などの騒動を起こしていた。チカラは、妻を亡くした悲しみがきっかけで自殺した父と小日向の姿を重ねて彼の相談に乗り、その際に自らが抱える悲しみを告白し、迷惑をかけたことを他の住人に謝罪する。その後は、星譲の太極拳教室に参加するなど、他の住人とは良好な関係になっている。

### その他
星譲（ほし ゆずる）
演 - 浅野和之
「サニーパークハイム小金井」の管理人。噂好き。
10年前に何者かに息子を殺され、妻はすぐに自殺。犯人の「少年A」であるという噂が立っていた上条に復讐するために、常に彼のことを探っていた。上条が入社した会社の関係者に彼が「少年A」であると電話で話し、彼に殴りかかることまでするが、結局彼が犯人ではないと分かり、責任を取って管理人を退こうとしていたが、チカラたちが管理会社に抗議したことでクビを免れ、再び管理人として働き始める。
住民の健康管理や交流の促進のために、太極拳教室を始める。
本間奏人（ほんま かなと）
演 - 勝地涼（友情出演）
チカラが代筆する本の担当編集者。離婚歴あり。
相手の話をいつまでも聴き続けられるチカラの才能を尊敬しており、ゴーストライターを辞めてほしくなかったが故に、彼のオリジナルの小説を書きたいというオファーを断り続けていた。
マスター
演 - 夙川アトム
チカラたちが住むマンションの向かいにあるカフェ「Mukaino Cafe」の店主。
飼い猫のナツメを溺愛しており、ナツメが行方不明になった悲しみでカフェを畳もうとしていたが、ナツメが帰って来たことで営業を再開。
ナツメ
演 - ラム、オレンジ / 声 - 田中哲司
物語の語り手。様々な場所に現れて住人を観察すると共に、チカラの心の声を代弁する。
物語の終盤で、正体が「Mukaino Cafe」のマスターの飼い猫「ナツメ」であると判明。自分を溺愛するマスターを鬱陶しく思い家出していたが、チカラの仕事場であるカフェが閉店するのを止めるためにマスターのもとへと戻る。

### ゲスト

#### 第1話
大御所歌手
演 - 佐藤浩市
チカラがインタビューした大御所歌手。歯にゴマが挟まっていたものの、チカラが指摘するべきかと迷っていたうちに自らゴマに気がつき、早く指摘してくれなかったため出版社の社員に激怒した。
宮原久美（みやはら くみ）
演 - 奥山かずさ（第6話、最終話）
中越灯が働くアパレルショップの店員。灯の部下。
作業員
演 - 小多田直樹
「スカイ引っ越しセンター」の引っ越し業者。中越家の引っ越しを手伝うも、家具の場所をすぐに決められない優柔不断なチカラに舌打ちをする。
マリアの同居人
演 - メイ・フォン（第2話）
マリアと同居していたが、チカラが引っ越して来てから程なくしてベトナムへ帰って行った。
マリアの同居人
演 - リエン
マリアと同居していたが、チカラが引っ越して来てから程なくしてベトナムへ帰って行った。

#### 第2話
サラリーマン
演 - 小川智弘
「Mukaino Cafe」の客。部下に対して電話越しに大声で怒鳴っていたが、客の女性に注意され、店を出て行った。
担任
演 - 谷知恵
愛理のクラスの担任教師。
女性
演 - 里佳津乃
「Mukaino Cafe」の客。大声で電話していたサラリーマンを注意する。

#### 第3話
芝田（しばた）
演 - 渡辺大
マリアのお腹の子どもの父親である介護関係の会社「大洋ケアサービス」の課長。マリアから結婚を迫られるが、マリアの話にまともに取り合おうとせず、彼女が自室でエステ店を営んでいることをネタにして子どもの父親が自分か分からないと言い、激怒させる。
クワメ・アナン
演 - 千太郎
アフリカ出身の寿司職人。チカラの取材相手。チカラから取材を受けている間に、何度も話が脱線していた。
産婦人科医
演 - 柳谷ユカ（最終話）
小金井総合病院の医師で、マリアの主治医。芝田の代わりにマリアの人工妊娠中絶同意書にサインをしたチカラに、日本の男として恥ずかしくないのかと説く。
「大洋ケアサービス」社員
演 - 諫山幸治
303号室を訪れて、社宅からの立ち退きをマリアに通告する。
ウェルカムパパイヤの客
演 - 末吉司弥
303号室のエステ店を性的なサービスをする店だと勘違いしてマリアと揉め、逃げた彼女を追いかけて403号室に来るが、灯に説得されると、捨て台詞を吐いて去って行く。
看護師
演 - 名越佳代（最終話）
小金井総合病院の看護師。チカラをマリアの主治医のいる病室に呼び出す。
マリアの母
演 - ニューエン・ティンヌー
マリアを心配し、困ったことがあったら相談するようにと彼女に電話で話す。

#### 第4話
吉井蓮二（よしい）
演 - 稲葉友
美園の元夫。投資にハマって借金を抱えており、啓介の養育費も払えずにいるため、お金を貸してほしいと頼子に迫っている。頼子と美園の和解の現場に居合わせた時にも、自分のことだけを考えた発言をし、頼子に「あんたは家族なんかじゃない」と一喝され、去って行く。
占いの先生
演 - 小柳友貴美
道尾頼子が心酔する占い師。オンラインで自分に道尾洋平が宿っているところを見せ、大金を巻き上げる。
道尾洋平（みちお ようへい）〈享年14〉
演 - 不明
頼子の息子。美園の弟。同級生にいじめられていたところ、頼子が学校に乗り込んで加害者を脅したためさらにいじめがひどくなり、自殺した。

#### 第5話
金谷（かなや）
演 - 村上麗奈
上条知樹の元保護司。知樹の生い立ちや少年院に入った経緯を知っており、定期的に「サニーパークハイム小金井」を訪れて彼を見守っている。
上条知樹の母
演 - 清瀬やえこ
精神的に不安定。息子の知樹を病気だと言い張って看病し、「自分はいい母親である」と思うことで心の安定を得ていた。それ故に知樹は自分の感情をうまく表現することができなくなっていた。
男子生徒
演 - 本田旬
知樹が感情を表にしないのをいいことに、彼をいじめていた。知樹にアルコールランプを近づけた時に彼が抵抗したことでランプの火を浴び、全身に大やけどを負ってすぐに死亡した。
男子生徒
演 - 根本拓洋
知樹をいじめていた。
星譲の息子
演 - 石塚陸翔
10年前に発生した連続幼児殺人事件の被害者の1人。文句を言いながらも陰で他人のためになる行動をとる父を誇りに思っていた。

#### 第6話
客
演 - 熊谷真由
中越灯が働くアパレルショップの客。購入する服を決められずに何着も試着し、灯を困らせていた。
従業員
演 - 不明
中越灯が働くアパレルショップの派遣従業員。本部の社員からセクハラを受け、灯に止められるも辞めてしまった。

#### 第7話
円蓮
演 - 田山涼成
中越灯の父。浜松で光明寺の住職をしている。寺を継ぎたいと言う灯を、彼女が女性だからという理由で断っている。
良子
演 - 筒井真理子
中越灯の母。
沢源
演 - 駒木根隆介（第8話）
中越灯の兄。
店長
演 - ワタナベケイスケ
上条がアルバイトする居酒屋の店長。

#### 第8話
アスナ
演 - 小田飛鳥
チカラがネットサーフィンしている際に見つけたウェブサイトのグラビアアイドル。

#### 最終話
愛理のクラスの転校生
演 - 川島夕空
愛理に友人になってもらおうとアプローチし、何度断られても友達になろうとし続けていた。物語のエピローグでは、愛理と仲良く遊んでいる姿が描かれている。
住人
演 - 村井美和
住人たちと共に太極拳をする星に、サッシが開かなくなったと相談しにくる。

## スタッフ
- 脚本 - 遊川和彦
- 音楽 - 平井真美子
- ナレーション - 田中哲司
- 主題曲 - 上原ひろみ「上を向いて歩こう」（ユニバーサルミュージック）
- ゼネラルプロデューサー - 三輪祐見子（テレビ朝日）、服部宣之（テレビ朝日）
- チーフプロデューサー - 黒田徹也（テレビ朝日）
- プロデューサー - 秋山貴人（テレビ朝日）、松野千鶴子（アズバーズ）
- 演出 - 遊川和彦、本橋圭太、竹園元、松川嵩史
- 制作協力 - アズバーズ
- 制作著作 - テレビ朝日

## 放送日程
| 話数                                                                        | 放送日  | サブタイトル                                              | 演出     | 視聴率 |
| --------------------------------------------------------------------------- | ------- | --------------------------------------------------------- | -------- | ------ |
| 第1話                                                                       | 1月20日 | 隣人を中腰で救う!! 新世代ヒーロー誕生                     | 遊川和彦 | 11.5%  |
| 第2話                                                                       | 1月27日 | 孫を忘れそうな祖母… 介護か大学受験か                      | 本橋圭太 | 10.7%  |
| 第3話                                                                       | 2月10日 | 孤独な妊婦を救う為 チカラ日本代表に!?                     | 本橋圭太 | 08.7%  |
| 第4話                                                                       | 2月24日 | 占いに全て捧げる母 隣人のお節介が絶縁母娘に奇跡を起こす!  | 遊川和彦 | 08.9%  |
| 第5話                                                                       | 3月3日  | 絶対に笑わない男が見せる… 希望の笑顔                      | 竹園元   | 08.2%  |
| 第6話                                                                       | 3月10日 | ダメな夫へ… 妻たちの壮絶な逆襲開始!                       | 竹園元   | 07.9%  |
| 第7話                                                                       | 3月17日 | 最終章! 実家へ帰る妻… 怒りの最終通告                      | 松川嵩史 | 08.6%  |
| 第8話                                                                       | 3月24日 | さよなら… 僕の家族 衝撃の大決断…! 涙のクライマックスへ…!  | 本橋圭太 | 08.4%  |
| 最終話                                                                      | 3月31日 | 今夜最終回!! 世界中の隣人たちに届けたい… ラストメッセージ | 遊川和彦 | 09.5%  |
| 平均視聴率 9.2%（視聴率はビデオリサーチ調べ、関東地区・世帯・リアルタイム） |         |                                                           |          |        |

- 第1話・第4話は、21時 - 22時4分の10分拡大放送。
- 第8話は、21時 - 22時の6分拡大放送。
- 最終話は、21時 - 22時9分の15分拡大放送。
- 関東地区と瀬戸内海放送のみ20:54 - 21:00に『このあととなりのチカラ』を別途放送。ただし1月27日は「2022 FIFAワールドカップ カタール アジア地区最終予選 日本 × 中国」中継（18:30 - 21:00）、最終話は『科捜研の女』（SEASON21）6分拡大版（20:00 - 21:00）のため、それぞれ『このあととなりのチカラ』は休止。
- 2月3日は『北京2022オリンピック』のスキー・モーグル男女予選の中継、及び開幕スペシャル放送（18:45 - 21:54）のため休止。
- 2月17日は同大会のスピードスケート女子1000m・フィギュアスケート女子フリーの中継、及びデイリーハイライト放送（16:45 - 18日 0:10）のため休止。

## 備考
- 本作は脚本の遊川和彦にとって、2019年1月期の『ハケン占い師アタル』以来3年ぶりの木曜ドラマ枠での脚本だった[33]。
- 本作は松本潤にとって、2018年にTBS系日曜劇場で放送された『99.9-刑事専門弁護士-SEASON2』以来4年ぶりの主演ドラマだった[33]。
- 本作に出演している松本と松嶋菜々子は、3度目の共演である[34]。
- 上戸彩とソニンは2003年放送のTBSドラマ『高校教師』以来19年ぶりの共演である[35]。